# Lenińsk Kuźniecki
Lenińsk Kuźniecki (ros. Ленинск-Кузнецкий) – miasto w Rosji (obwód kemerowski), nad rzeką Inią, w Kuźnieckim Zagłębiu Węglowym.
Liczba mieszkańców w 2020 roku wynosiła ok. 94,3 tys. Miejscowość założono w 1763 r., a prawa miejskie nadano w 1925 roku.

## Galeria

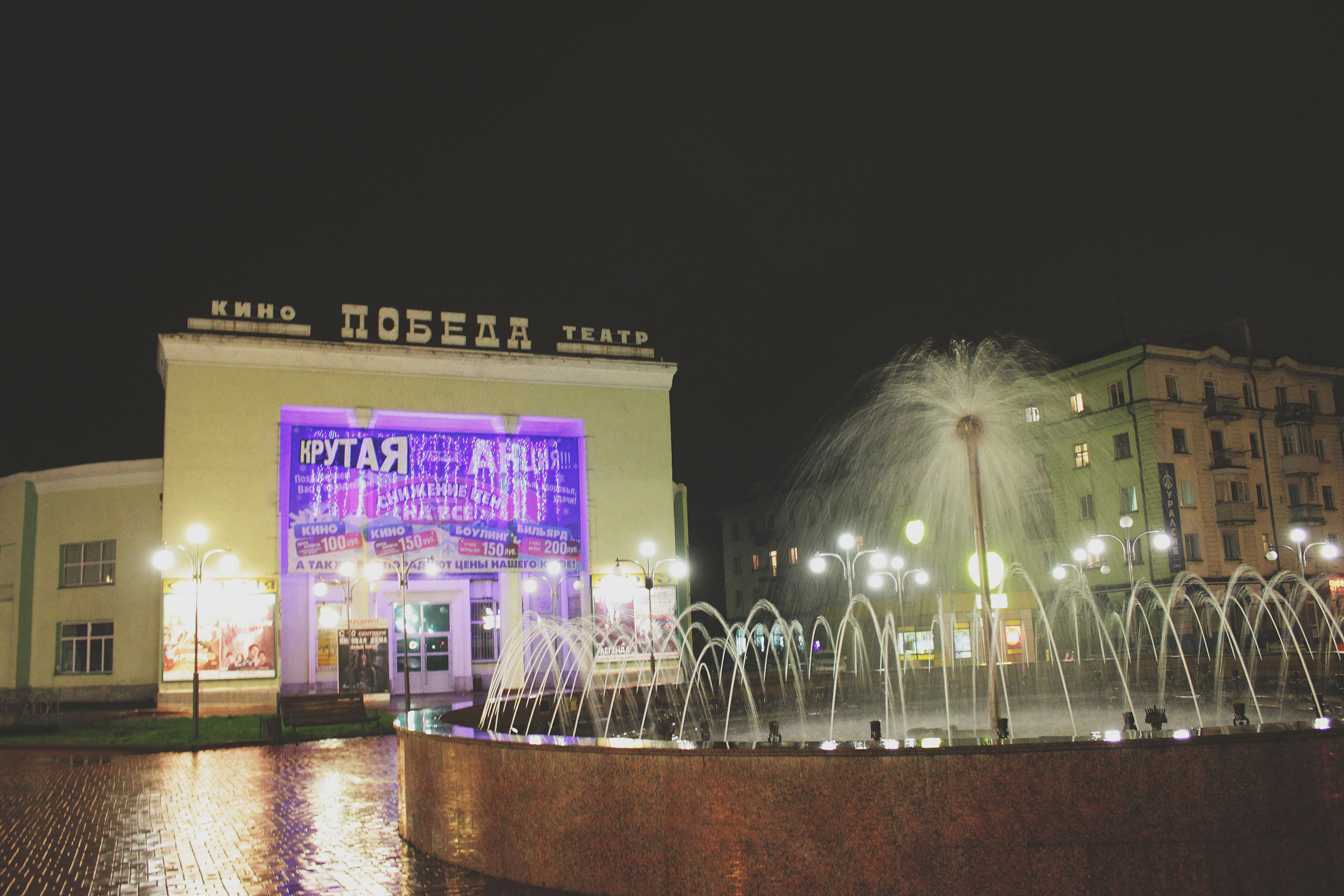
Kinoteatr Pobieda
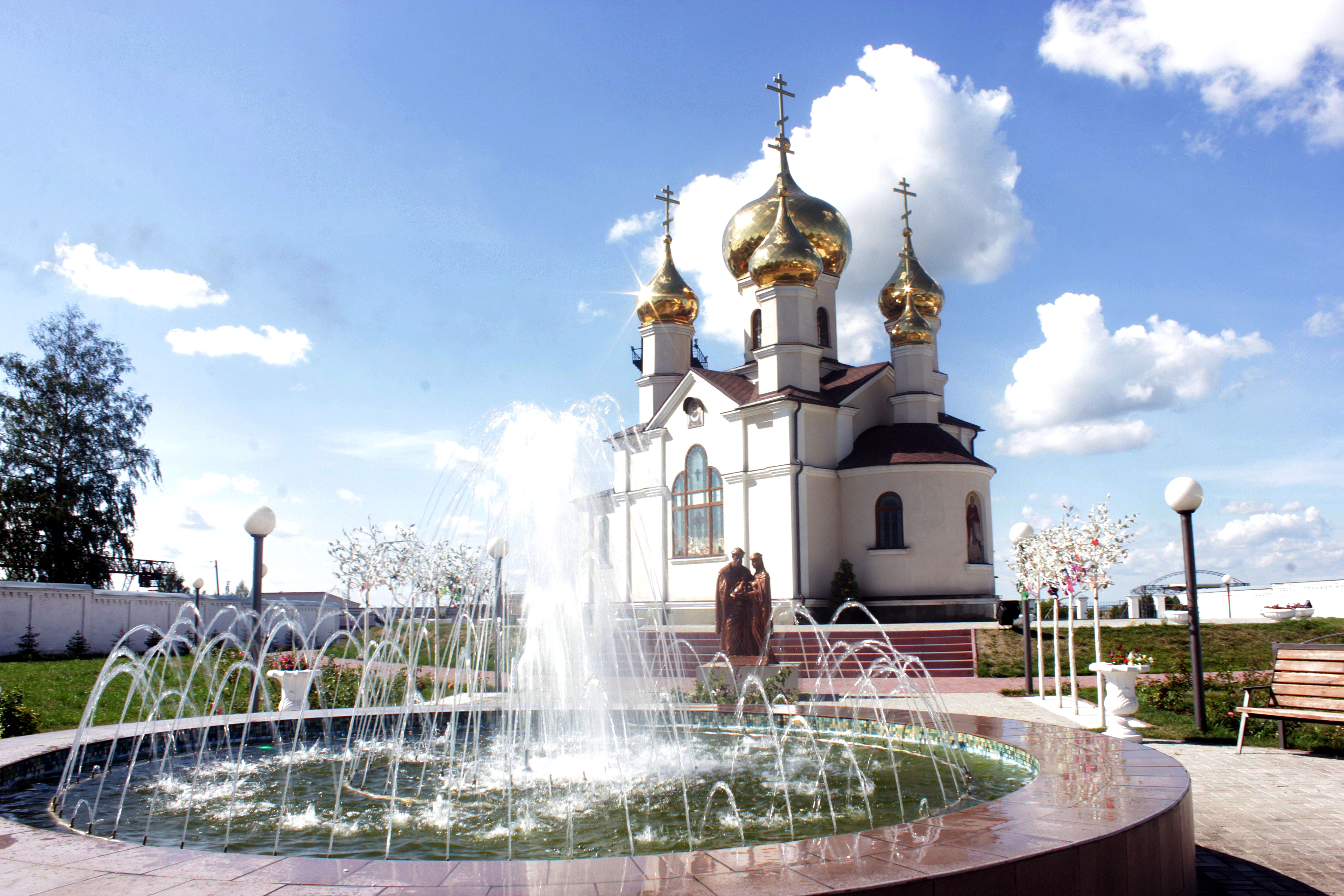
Fontanna, w tle cerkiew św. Nowomęczenników
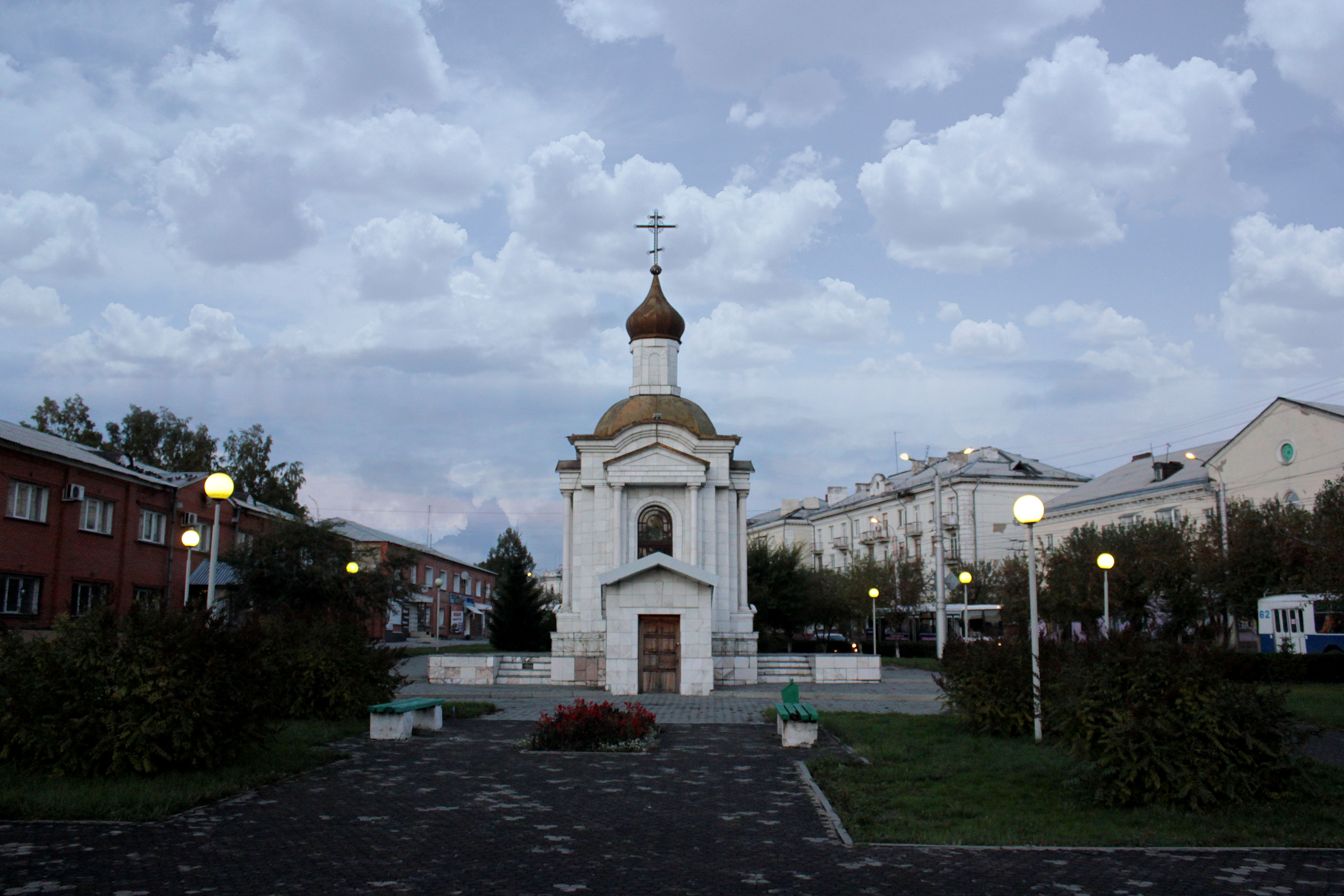
Czasownia
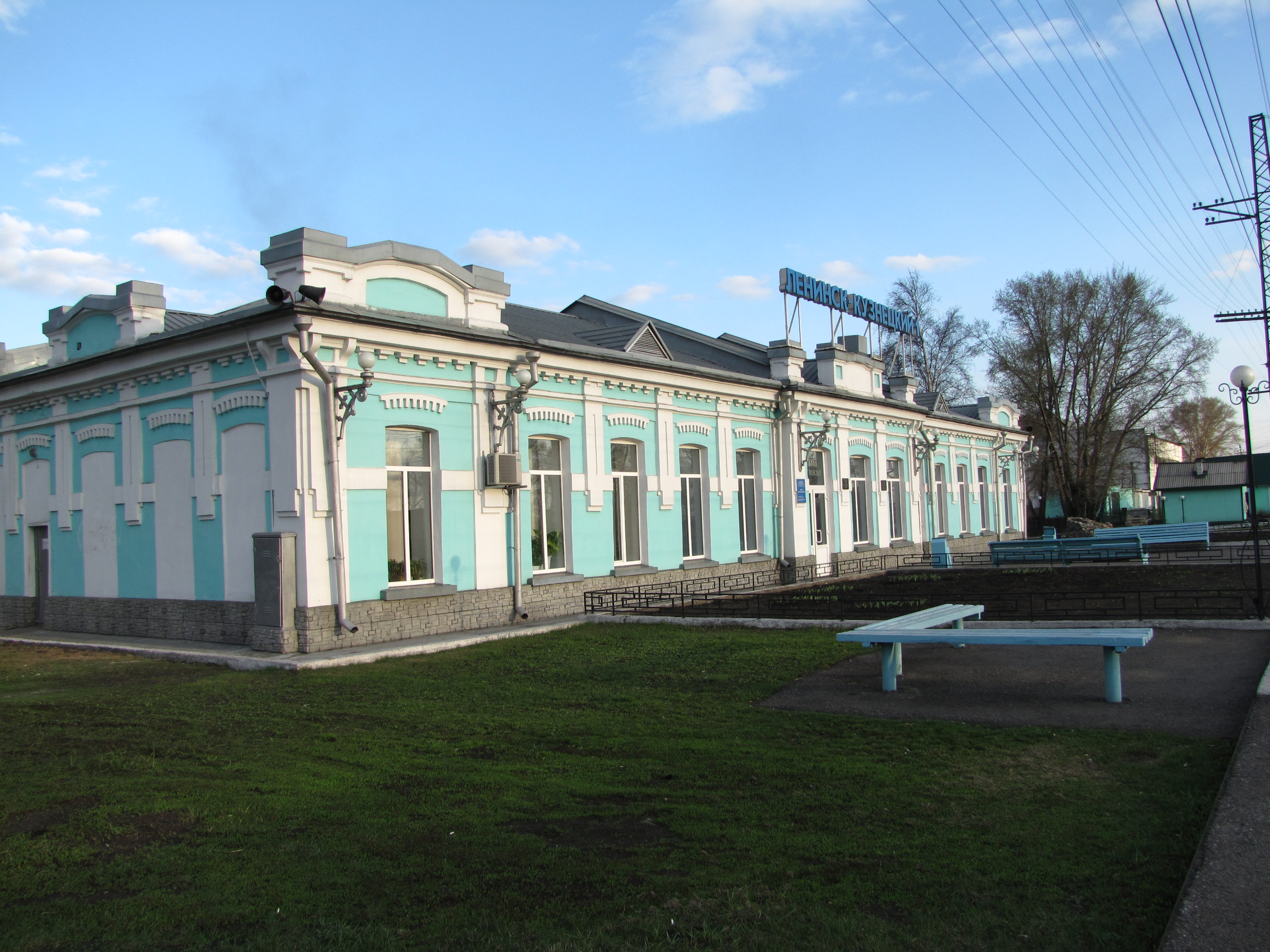
Stacja Kolejowa Lenińsk Kuźniecki